# Bloomington (Idaho)
Bloomington – miasto w Stanach Zjednoczonych, w stanie Idaho, w hrabstwie Bear Lake.